# کوزه

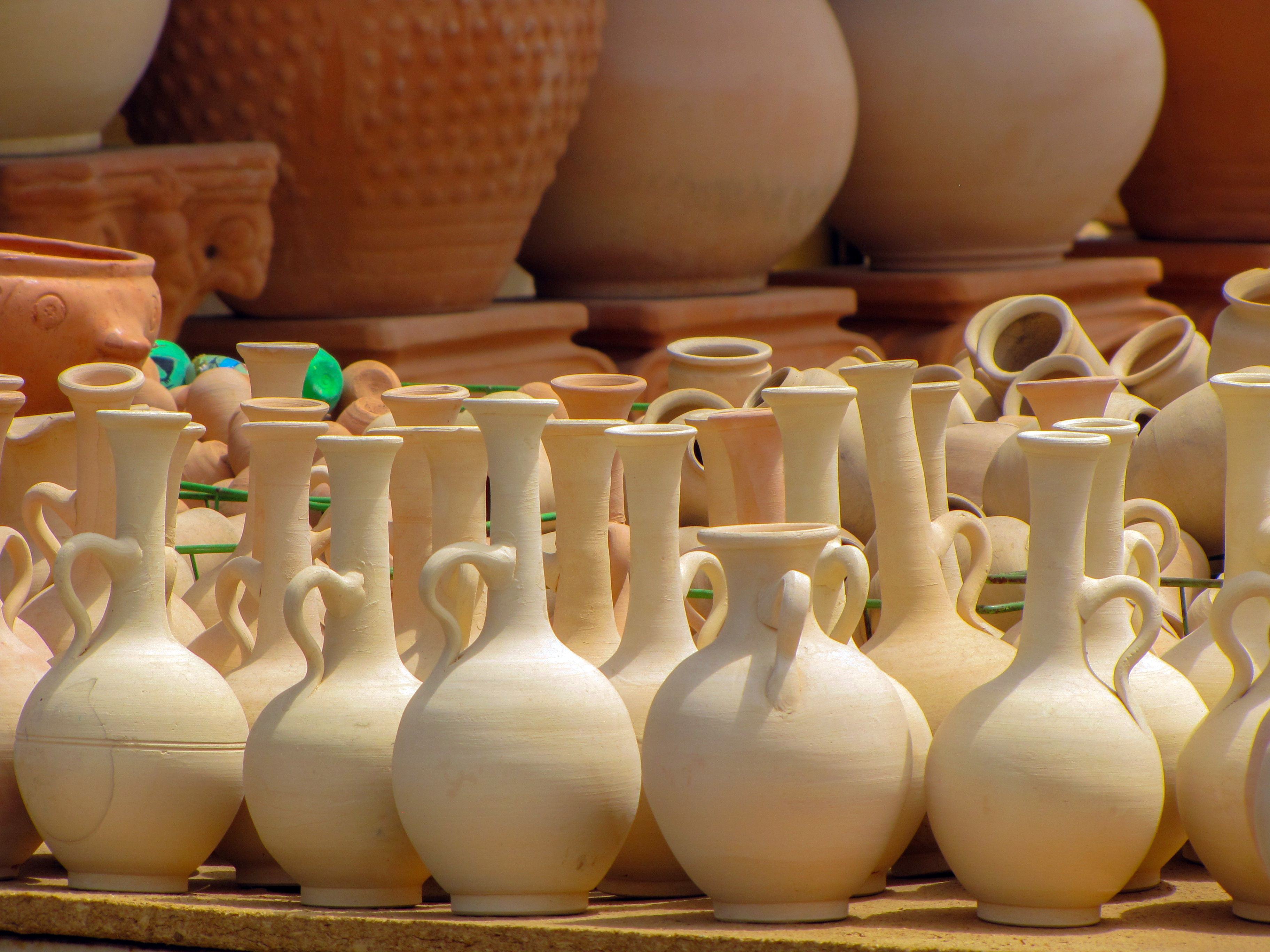
کوزه های مختلف در یک فروشگاه صنایع دستی در ایران

کوزه یا خمر، ظرف سفالین گردن‌دراز با سری تنگ است که در آن آب و دیگر مایعات را نگه می‌دارند. کوزه‌ها گاه دارای دسته هستند. به کسی که کوزه می‌سازد، کوزه‌گر و به عمل او کوزه‌گری گویند. به محل کوزه‌گری، کوزه‌گرخانه (یا کارگاه یا کارخانهٔ کوزه‌گر) و به دستگاهی که کوزه‌گران به وسیلهٔ آن دستگاه از گِل کوزه سازند چرخ کوزه‌گری گویند.

## در تاریخ
در گذشته زنان و مردان برای حمل مایعات کوزه‌ها را بر روی سرشان قرار می دادند و هم اکنون این عمل در برخی نقاط انجام می‌شود.

## پیوند به بیرون

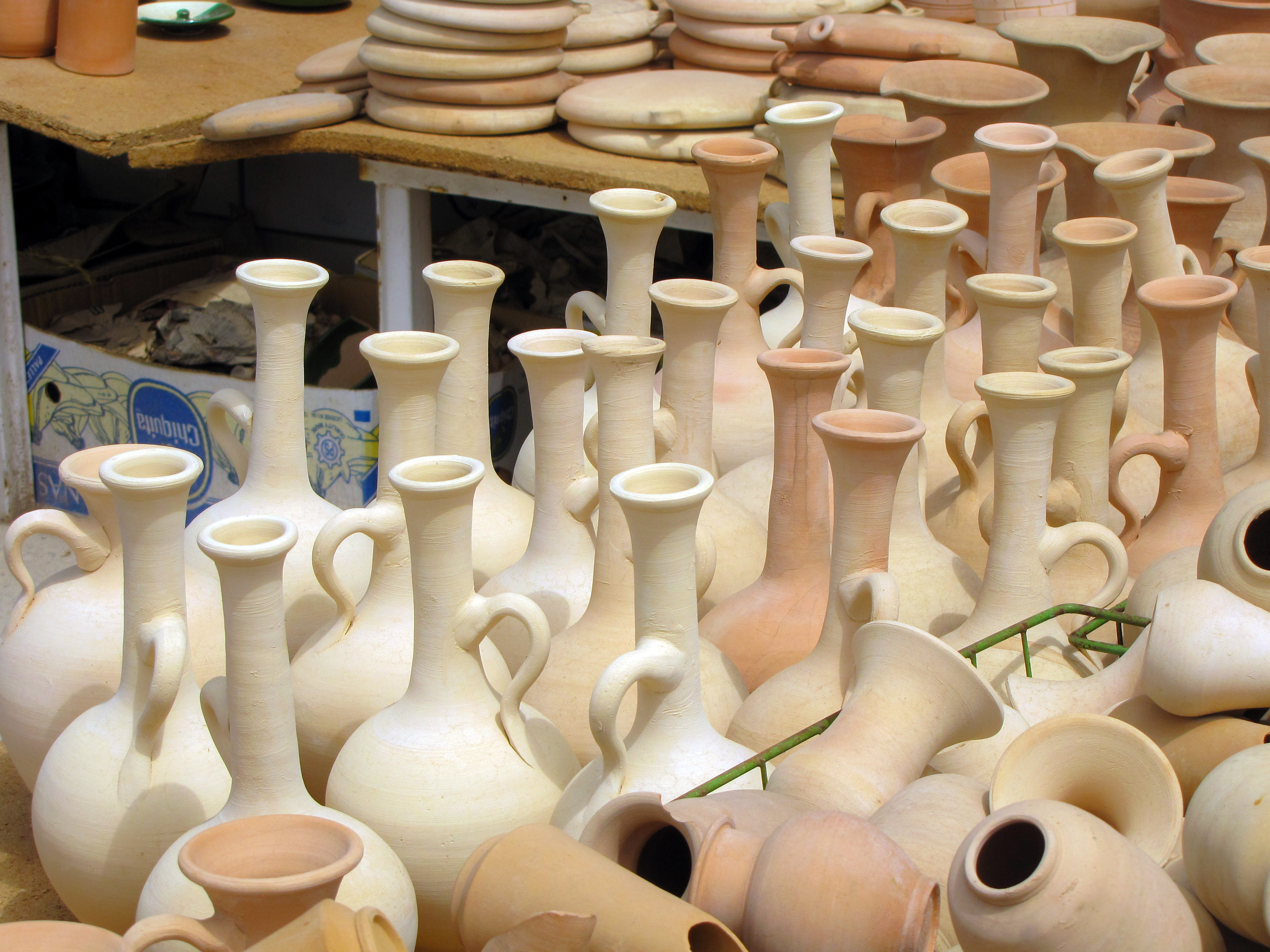
کوزه ها در یک فروشگاه محلی صنایع دستی
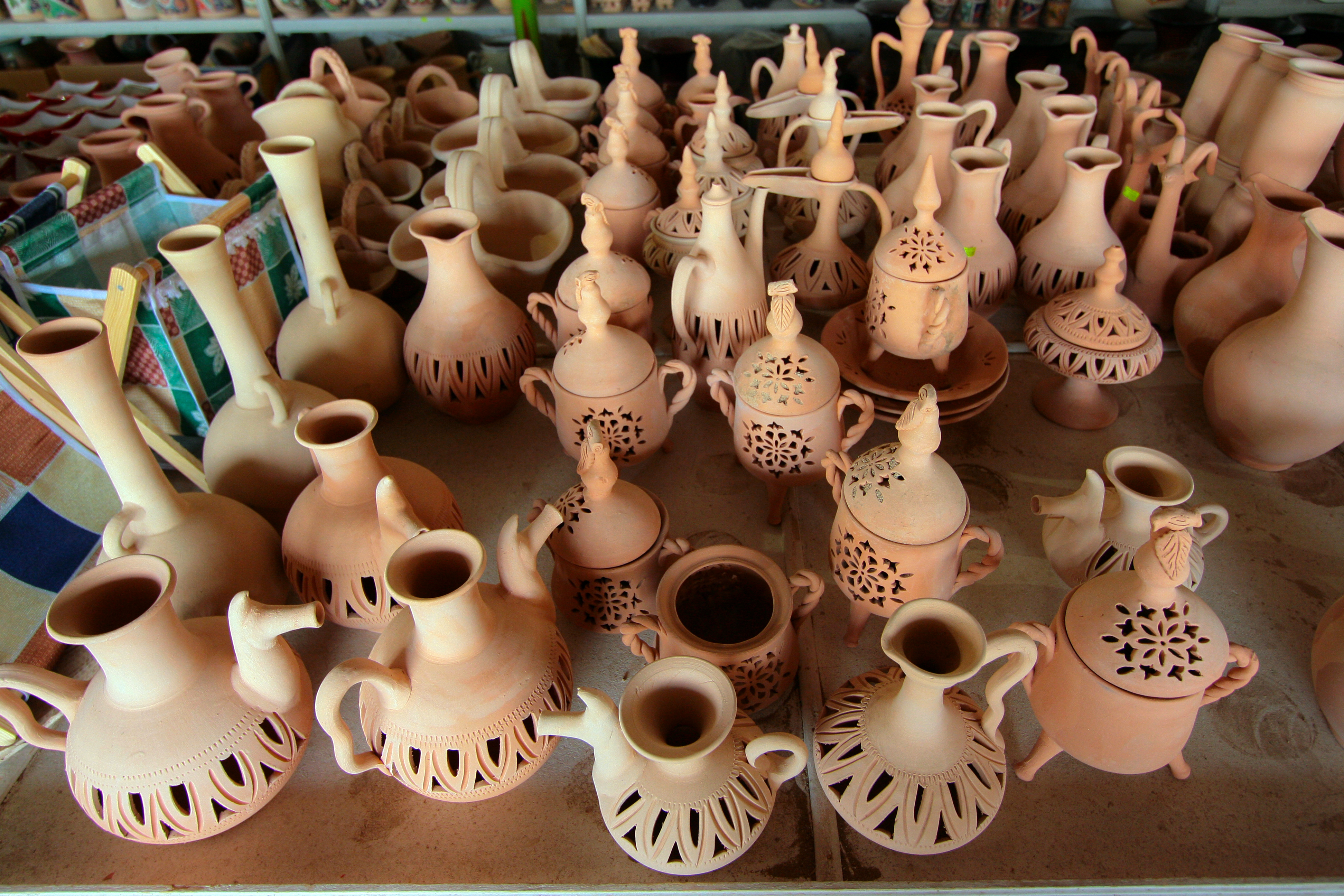
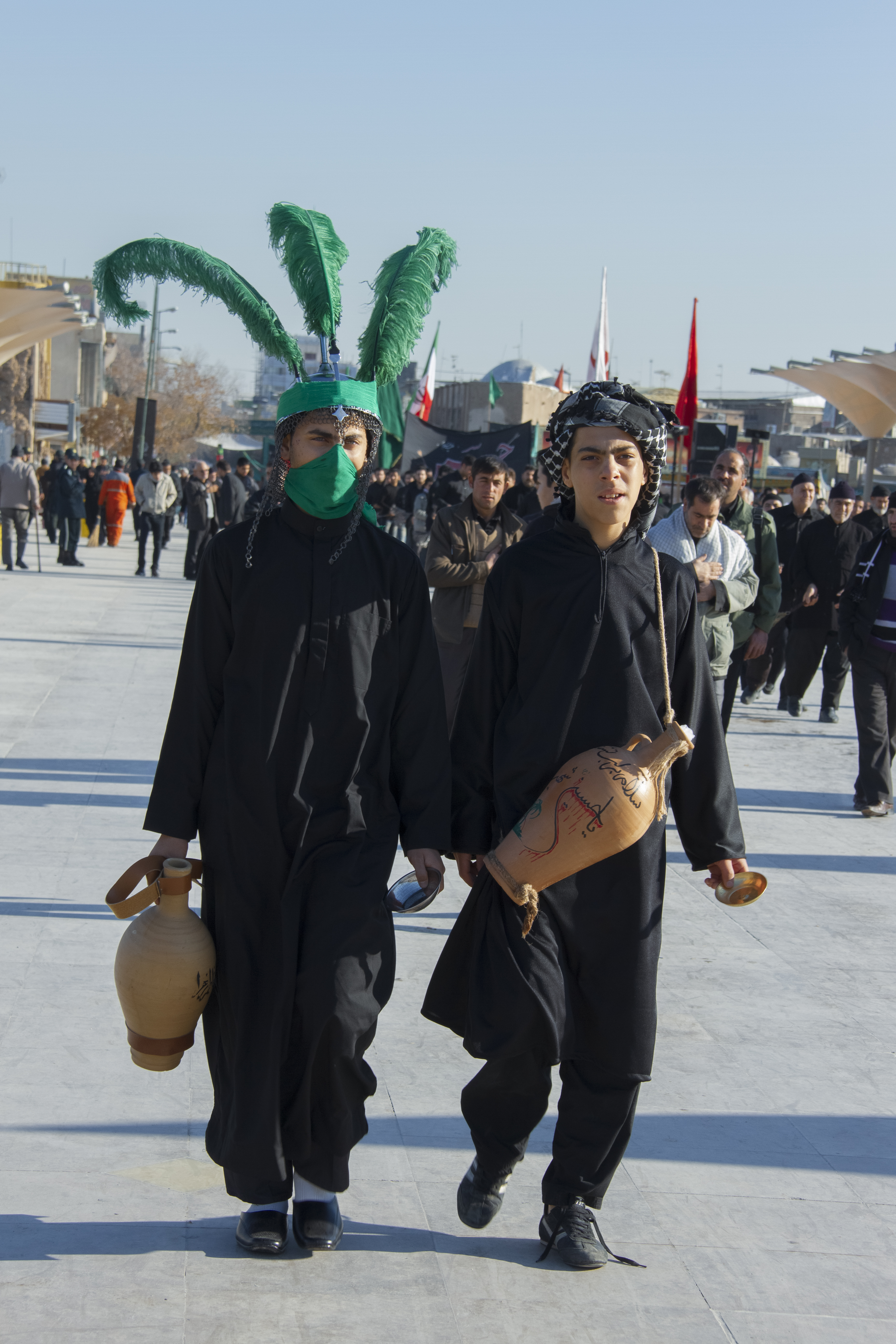
دو سقی جوان در قم، روز عاشورا که با کوزه به مردم آب میدهند